# Litassy István
Litassy István nyitrai és lévai várparancsnok, Bars vármegye országgyűlési követe.

## Élete
Szülei valószínűleg Litassy István és Dubraviczky Katalin voltak. Testvérei Litassy Pál szolgabíró és György (felesége Apponyi Zsuzsanna) lehettek. Első felesége Endrődy Borbála, második Bogády Erzsébet lehetett. Gyermekei voltak Erzsébet (férje Újfalussy István), Zsuzsanna, Pál (felesége Borsy Anna), István (felesége Vitéz Judit), Borbála és Zsófia (férje Egresdy László).
A Thurzó család familiárisaként kezdte hivatali pályáját, majd Bars vármegye követe volt. 
1599-ben Ürményben (oppido Irmell) a Koncsek testvérektől váltságdíjgyűjtésük miatt vett zálogba 400 magyar forintért egy jobbágytelket. 1601-ben Gyürky családbeliek zálogosítanak siraki birtokot 100 forintért Litassy Istvánnak, Pálnak és Györgynek. Ez ellen Almássy másképp Pomothy Mihály tiltakozott. Az 1608-iki második országgyűlésen Zmeskál Jariszló (Jaroszláv) alispánnal Bars vármegye követe volt, illetve még további 5 (1609-ben Szöllösy János alispánnal, 1613-ban Lipthay Imre alispánnal, 1618-ban Bossányi Boldizsárral, 1619-ben újból Lipthay alispánnal, illetve másodjára Bossányi Mihály alispánnal) alkalommal.
Mivel Thurzó Szaniszló Nyitra körül szállásolta el a hadakat, s azok felélték a tartalékokat, így Nyitra vára nem tarthatott ki sokáig. Litassy adta át Nyitra várát 1620. szeptember 9-én fél napi ostrom után Bethlen Gábor csapatainak, amiről valószínűleg már előzőleg Verebélyen megállapodhattak. Bethlen őt tette meg várkapitánynak, de Nyitra várát 1621-ben kitartása ellenére a hajdúk Deseő Bálint felbújtására feladták a császáriaknak. Thurzó Szaniszlóval és Csuty Gáspárral ellenezte Nyitra vármegye 1621-es hűségesküjét II. Ferdinándnak. 1621 októberében tanúkihallgatásokkal tisztázta magát Nyitra feladásának vétke alól.
1622-ben Pilényi Benedek a pest vármegyei, Dubraviczky családtól bírt zálogbirtokait 600 forintért átadta neki. Ezt Dubraviczky Istvánnal 1623-ban megerősítették. 1622-ben Babos András eladta Nyitraivánkán egy rétjét és 12 ár szántóföldjét Litassy Istvánnak, aki Ürményből költözött Ivánkára. Ivánkán maradtak testvérei Pál és György.
Thurzó György (1567-1616) nádor özvegye Czobor Erzsébet (1572-1626) rá bízta összes uradalmai kormányzását. Politikai jelentőségét mindaz tanusítja, hogy a kassai tartományi gyűlés őt bízta meg a királyhoz intézett felirat átadásával, Bethlen a nikolsburgi béke egyik végrehajtójává nevezte, illetve hogy 1625-ben a megválasztott nádor szükségesnek tartotta közreműködését III. Ferdinánd magyar király kegyének elnyerésére.